# Cristiano d'Assia-Wanfried-Rheinfels
Cristiano d'Assia-Wanfried-Rheinfels (Wanfried, 17 luglio 1689 – Eschwege, 21 ottobre 1755) era figlio del Langravio Carlo d'Assia-Wanfried (1649–1711) e della seconda moglie, Giuliana Alessandrina di Leiningen-Dagsburg (morta nel 1703). Fu Langravio d'Assia-Wanfried e Assia-Rheinfels dal 1731 fino alla morte.

## Infanzia
In quanto figlio minore dal secondo matrimonio di suo padre, di un ramo cadetto cattolico del Casato d'Assia, Cristiano era stato destinato, in origine, a diventare canonico a Strasburgo. Tuttavia, nel 1710, all'età di 21 anni, optò per una carriera nelle forze armate.  Servì nell'esercito dell'Assia-Kassel, più recentemente come brigadiere.

## Contenzioso sull'eredità
Dopo la morte di suo padre nel 1711 Cristiano assunse il regno dell'Assia-Wanfried. Il suo fratellastro maggiore, Guglielmo II, tuttavia, apparve a Wanfried nello stesso anno per presentare la propria pretesa di questa parte di eredità. La disputa fu risolta dall'Imperatore e Cristiano dovette abbandonare il langraviato. In cambio, ricevette una pensione annua di 7500 fiorini. Ricevette anche il Castello di Eschwege a Eschwege nel 1713, dopo che l'Assia-Kassel ebbe ripagato il suo debito con il Duca di Brunswick-Bevern. Cristiano rinnovò e ampliò il castello trascurato e aggiunse una cappella cattolica. Cominciò a fregiarsi del nome Cristiano d'Assia-Eschwege, continuando ad utilizzare questo nome fino a quando non ereditò l'Assia-Wanfried e l'Assia-Rheinfels nel 1731 dal fratellastro Guglielmo II morto senza figli.

## Regno
Dopo la morte del fratellastro Guglielmo nel 1731, Cristiano gli successe come Langravio nel 1732 e si trasferì nella residenza a Wanfried. Concluse un accordo con suo cugino, il Langravio Ernesto Leopoldo d'Assia-Rotenburg per avere entrambe le parti del quarto di Rotenburg amministrata congiuntamente dalla cancelleria a Rotenburg. A poco a poco riportò la residenza a Eschwege, dove fece costruire la sua principesca scuderia nel 1735. Inoltre, in quello stesso anno, vendette indietro il Castello di Rheinfels agli Assia-Kassel.
Fu descritto come gradevole e ben educato ed era molto benvoluto a Eschwege, dove di solito risiedeva, e in Wanfried. Anche se trascorse la maggior parte dei suoi ultimi anni a Eschwege, spesso si recava a Wanfried per sostenere gli artigiani locali. Sia a Eschwege che a Wanfried, commissionò numerose opere d'arte per sé e per la corte.

## Morte
Cristiano morì per un ictus il 21 ottobre 1755 sulle scale della chiesa di Eschwege. Fu sepolto nella cripta di famiglia a Hülfensberg. La vedova si trasferì a Francoforte, dove morì l'11 dicembre 1757.
Con la sua morte, la linea d'Assia-Wanfried si estinse dopo 88 anni. Il suo territorio passo agli Assia-Rotenburg.

## Matrimonio
Fu fidanzato a Maria Augusta, la figlia del Principe Anselmo Francesco di Thurn und Taxis. Tuttavia, l'Imperatore Carlo VI chiese la cancellazione del fidanzamento per ragioni politiche, così che ella potesse sposare il Duca Carlo Alessandro di Württemberg, il governatore di Serbia, cosa che fece nel maggio 1727. Cristiano pianse a lungo il suo grande amore.
Alla fine si sposò, all'età di 42 anni, con sua nipote, Maria Francesca di Hohenlohe-Bartenstein, figlia di sua sorella Sofia Leopoldina, in un matrimonio che rimase senza figli.

## Ascendenza
|                                                       |                                                           |                                                      | Genitori                                      |  |  | Nonni |  |  | Bisnonni                            |  |  | Trisnonni                                |  |
|                                                       |                                                           |                                                      |                                               |  |  |       |  |  | 8. Moritz, langravio d'Assia-Kassel |  |  | 16. Wilhelm IV, langravio d'Assia-Kassel |  |
|                                                       |                                                           |                                                      |                                               |  |  |       |  |  | 8. Moritz, langravio d'Assia-Kassel |  |  | 16. Wilhelm IV, langravio d'Assia-Kassel |  |
|                                                       |                                                           | 17. Sabine von Württemberg                           |                                               |  |  |       |  |  | 8. Moritz, langravio d'Assia-Kassel |  |  |                                          |  |
| 4. Ernst, langravio d'Assia-Rheinfels                 |                                                           |                                                      |                                               |  |  |       |  |  | 8. Moritz, langravio d'Assia-Kassel |  |  |                                          |  |
|                                                       |                                                           | 9. Juliane von Nassau-Dillenburg                     | 18. Johann VII, conte di Nassau-Siegen        |  |  |       |  |  |                                     |  |  |                                          |  |
|                                                       |                                                           | 9. Juliane von Nassau-Dillenburg                     | 18. Johann VII, conte di Nassau-Siegen        |  |  |       |  |  |                                     |  |  |                                          |  |
|                                                       |                                                           | 9. Juliane von Nassau-Dillenburg                     | 19. Magdalene von Waldeck-Wildungen           |  |  |       |  |  |                                     |  |  |                                          |  |
| 2. Karl, langravio d'Assia-Wanfried                   |                                                           | 9. Juliane von Nassau-Dillenburg                     |                                               |  |  |       |  |  |                                     |  |  |                                          |  |
|                                                       |                                                           | 10. Philipp Reinhard I, conte di Solms-Hohensolms    | 20. Hermann Adolf, conte di Solms-Hohensolms  |  |  |       |  |  |                                     |  |  |                                          |  |
|                                                       |                                                           | 10. Philipp Reinhard I, conte di Solms-Hohensolms    | 20. Hermann Adolf, conte di Solms-Hohensolms  |  |  |       |  |  |                                     |  |  |                                          |  |
|                                                       |                                                           | 10. Philipp Reinhard I, conte di Solms-Hohensolms    | 21. Anna Sophia von Mansfeld-Hinterort        |  |  |       |  |  |                                     |  |  |                                          |  |
| 5. Maria Eleonore von Solms-Hohensolms                |                                                           | 10. Philipp Reinhard I, conte di Solms-Hohensolms    |                                               |  |  |       |  |  |                                     |  |  |                                          |  |
|                                                       |                                                           | 11. Elisabeth zu Wied                                | 22. Wilhelm IV, conte di Wied                 |  |  |       |  |  |                                     |  |  |                                          |  |
|                                                       |                                                           | 11. Elisabeth zu Wied                                | 22. Wilhelm IV, conte di Wied                 |  |  |       |  |  |                                     |  |  |                                          |  |
|                                                       |                                                           | 11. Elisabeth zu Wied                                | 23. Johanna Sibylla von Hanau-Lichtenberg     |  |  |       |  |  |                                     |  |  |                                          |  |
| 1. Christian, langravio d'Assia-Wanfried-Rheinfels    |                                                           | 11. Elisabeth zu Wied                                |                                               |  |  |       |  |  |                                     |  |  |                                          |  |
|                                                       | 12. Johann Ludwig, conte di Leiningen-Dagsburg-Heidesheim | 24. Emich XI, conte di Leiningen-Dagsburg-Falkenburg |                                               |  |  |       |  |  |                                     |  |  |                                          |  |
|                                                       | 12. Johann Ludwig, conte di Leiningen-Dagsburg-Heidesheim | 24. Emich XI, conte di Leiningen-Dagsburg-Falkenburg |                                               |  |  |       |  |  |                                     |  |  |                                          |  |
|                                                       | 12. Johann Ludwig, conte di Leiningen-Dagsburg-Heidesheim | 25. Ursula von Fleckenstein                          |                                               |  |  |       |  |  |                                     |  |  |                                          |  |
| 6. Emich XIII, conte di Leiningen-Dagsburg-Falkenburg | 12. Johann Ludwig, conte di Leiningen-Dagsburg-Heidesheim |                                                      |                                               |  |  |       |  |  |                                     |  |  |                                          |  |
|                                                       |                                                           | 13. Maria Barbara von Sulz                           | 26. Karl Ludwig, conte di Sulz                |  |  |       |  |  |                                     |  |  |                                          |  |
|                                                       |                                                           | 13. Maria Barbara von Sulz                           | 26. Karl Ludwig, conte di Sulz                |  |  |       |  |  |                                     |  |  |                                          |  |
|                                                       |                                                           | 13. Maria Barbara von Sulz                           | 27. Dorothea Katharina zu Sayn                |  |  |       |  |  |                                     |  |  |                                          |  |
| 3. Alexandrine Juliane von Leiningen-Dagsburg         |                                                           | 13. Maria Barbara von Sulz                           |                                               |  |  |       |  |  |                                     |  |  |                                          |  |
|                                                       |                                                           | 14. Christian, conte di Waldeck-Wildungen            | 28. Josias I, conte di Waldeck-Eisenberg      |  |  |       |  |  |                                     |  |  |                                          |  |
|                                                       |                                                           | 14. Christian, conte di Waldeck-Wildungen            | 28. Josias I, conte di Waldeck-Eisenberg      |  |  |       |  |  |                                     |  |  |                                          |  |
|                                                       |                                                           | 14. Christian, conte di Waldeck-Wildungen            | 29. Marie von Barby                           |  |  |       |  |  |                                     |  |  |                                          |  |
| 7. Dorothea von Waldeck                               |                                                           | 14. Christian, conte di Waldeck-Wildungen            |                                               |  |  |       |  |  |                                     |  |  |                                          |  |
|                                                       |                                                           | 15. Elisabeth von Nassau-Siegen                      | 30. Johann VII, conte di Nassau-Siegen (= 18) |  |  |       |  |  |                                     |  |  |                                          |  |
|                                                       |                                                           | 15. Elisabeth von Nassau-Siegen                      | 30. Johann VII, conte di Nassau-Siegen (= 18) |  |  |       |  |  |                                     |  |  |                                          |  |
|                                                       |                                                           | 15. Elisabeth von Nassau-Siegen                      | 31. Magdalene von Waldeck-Wildungen (= 19)    |  |  |       |  |  |                                     |  |  |                                          |  |
|                                                       |                                                           | 15. Elisabeth von Nassau-Siegen                      |                                               |  |  |       |  |  |                                     |  |  |                                          |  |

## Fonti
- Reinhold Strauß: Chronik der Stadt Wanfried, Braun, Wanfried, 1908.
- Chronik von Wanfried 2006 (unpublished)
- Eckhart G. Franz: Das Haus Hessen. Eine europäische Familie, in the series Kohlhammer-Urban-Taschenbücher, vol. 606, Kohlhammer, Stuttgart, 2005, ISBN 3-17-018919-0